# いすゞ・V系エンジン
いすゞ・V系エンジンは、いすゞ自動車が生産していたV型6気筒ガソリンエンジンの系列である。

## 概要
1991年から2004年にかけて生産されたV型6気筒エンジンで、ロデオ、ミュー、ビッグホーンなどに搭載された。
排気量3.2Lの6VD1と同3.5Lの6VE1の2モデルが存在し、オールアルミ製のシリンダーブロック・シリンダーヘッドや、一般的に60°が採用されることの多いV6エンジンとしては珍しい75°のバンク角を特徴とする。カムシャフトの駆動にはタイミングベルトを用いる。

## バリエーション

### 6VD1
排気量は3,165cc、内径×行程は93.4mm×77.0mm。バルブ駆動方式はSOHCとDOHCの2種類がある。

#### SOHCモデル
出力
129kW(177PS)/4,888rpm 255N・m(25.9kg・m)
143kW(193PS)/5,600rpm 255N・m(25.9kg・m)（1996年のマイナーチェンジ後）

#### DOHCモデル
出力
147kW(200PS)/5,600rpm 265N・m(27.0kg・m)/3,600rpm
158kW(215PS)/5,600rpm 284N・m(29.0kg・m)/3,000rpm（1997年から2002年までビークロスに搭載された仕様）
- 搭載車種
  - ビッグホーン
  - ミュー
  - ビークロス
  - アキュラ・SLX
  - ホンダ・パスポート
  - オペル・モントレー
  - オペル・カリブラ　ITC仕様

### 6VE1
6VD1を内径はそのままにロングストローク化（85.0mm）して排気量を3,494ccまで増加させたモデル。なお、この6VE1がいすゞとしては最後の自社開発のガソリンエンジンとなった。
出力
169kW(230PS)/5,600rpm 314N・m(32.0kg・m)/3,000rpm
184kW(250PS)/5,400rpm 333N・m(34.0kg・m)/3,000rpm（アクシオムの2004年モデルに搭載。直噴エンジン仕様）
- 搭載車種
  - ビッグホーン
  - ビークロス
  - ミュー
  - アクシオム
  - ロデオ